# Nélson (football, 1946)
Pour les articles homonymes, voir Nélson.
Nélson Fernandes, Nélson Fernando ou simplement Nélson, est un footballeur portugais né le 3 août 1946 à Funchal. Il évoluait aux postes de milieu offensif ou d'attaquant.

## Biographie

### En club
Né à Funchal, il est formé au CS Marítimo avant de partir dans le centre de formation du Benfica Lisbonne,,.
En 1964, il commence sa carrière en première division portugaise avec le Varzim SC,,.
De 1965 à 1968, il évolue au Benfica Lisbonne. Avec le club lisboète, il est Champion du Portugal à deux reprises  en 1967 et en 1968,,.
Après une saison 1968-1969 de retour au Varzim SC, il rejoint le club du Sporting Portugal en 1969. Avec ce club, il est à nouveau champion du Portugal en 1970 et 1974 et remporte trois coupes du Portugal (1971, 1973 et 1974),,.
Il évolue pendant l'année 1975 aux États-Unis au sein de la franchise des Minutemen de Boston. De retour au Portugal, sa saison 1975-1976 est sa dernière avec le Sporting.
En 1976, il retourne dans son île natale jouer au CS Marítimo. Après une première saison en deuxième division portugaise, le club accède à la première division avec Nélson Fernandes,,.
De 1978 à 1980, il évolue au Portimonense SC. Là aussi, Nélson participe à la montée du club en première division sa première saison pour disputer la seconde saison au sein de l'élite du football portugais,,.
Sur la période 1980-1982, il joue au SC Salgueiros en deuxième division,,.
La fin de sa carrière est marquée par des clubs évoluant dans des divisions inférieures (FC Tirsense, SC Vianense, Leça FC et Aguçadoura). Il raccroche les crampons en 1986,,.
Il dispute 296 matchs pour 99 buts marqués en première division portugaise,.  En compétitions européennes, il dispute 8 matchs pour 2 buts marqués en Coupe des clubs champions, 13 matchs pour 1 but marqué en Coupe des vainqueurs de coupe et 10 matchs pour aucun but marqué en Coupe UEFA.

### En équipe nationale
International portugais, il reçoit trois sélections en équipe du Portugal entre 1969 et 1970.
Il dispute son premier match le 6 avril 1969 contre le Mexique en amical (match nul 0-0 à Oeiras).
Son deuxième match a lieu le 12 octobre 1969 dans le cadre des qualifications pour la Coupe du monde 1970 contre la Roumanie (défaite 0-1 à Bucarest).
Son dernier match est disputé en amical le 10 mai 1970 contre l'Italie (défaite 1-2 à Oeiras).

## Palmarès
Avec le Benfica Lisbonne :
- Champion du Portugal en 1967 et 1968

Avec le Sporting Portugal :
- Champion du Portugal en 1970 et 1974
- Vainqueur de la Coupe du Portugal en 1971, 1973 et 1974